# Karla Pollmann
Karla Pollmann (* 21. Oktober 1963 in Tübingen) ist eine deutsche Altphilologin und katholische Theologin und seit Oktober 2022 Rektorin der Universität Tübingen.

## Leben
Sie studierte Griechisch, Latein, Theologie und Pädagogik an den Universitäten Tübingen, München, Cambridge und Bochum. 1991 wurde sie an der Ruhr-Universität Bochum mit einer Dissertation über frühe christliche Dichtung promoviert und habilitierte sich 1995 an der Universität Konstanz. 2000 wurde sie an der University of St Andrews Professorin und war Gastdozentin an der Universität Wien, der University of Colorado Boulder, der University of British Columbia sowie der Eberhard Karls Universität Tübingen. Sie gehörte dem Princeton Institute for Advanced Study und dem Netherlands Institute for Advanced Study an. Des Weiteren lehrte sie an der Universität Stellenbosch, den Universitäten Bielefeld und Konstanz, der University of St Andrews, der University of Kent sowie der University of Reading. An der University of Kent begründete und leitete sie von 2014 bis 2016 das Centre for Early Christian Studies and Its Reception.
Ab September 2018 war Pollmann an der University of Bristol, wo sie als Exekutivdekanin der Fakultät für Geisteswissenschaften und Professorin für Klassische Philologie und Theologie wirkte. Am 27. April 2022 wurde sie zur Rektorin der Eberhard Karls Universität Tübingen gewählt und setzte sich damit gegen ihre beiden Mitbewerberinnen Monique Scheer und Beatrix Busse durch. Die Nachfolgerin von Bernd Engler ist erste Rektorin in der Universitätsgeschichte und trat am 1. Oktober 2022 ihr Amt an.
Karla Pollmann arbeitet im Grenzgebiet von Altertumswissenschaft und Theologie. Auch an der Rezeptionsgeschichte der Antike und Patristik ist sie interessiert. Sie ist Ehrenprofessorin der University of Bristol, der Universität Aarhus und der Universität Stellenbosch, darüber hinaus Distinguished Visiting Fellow am Green College der University of British Columbia.
2017 wurde sie zum Mitglied der Academia Europaea gewählt.

## Schriften
- Das Carmen adversus Marcionitas, 1991 (Bochumer Dissertation)
- Untersuchungen zu den Anfängen der christlichen Hermeneutik unter besonderer Berücksichtigung von Augustinus’ De doctrina Christiana (= Paradosis. Band 41), Freiburg/U. 1996
- Hg./Übs.: Aurelius Augustinus, Die christliche Bildung (De doctrina christiana), Reclam UB, Stuttgart 2002, ISBN 978-3-15-018165-2.
- Statius, Thebaid, 12: introduction, text and commentary, Paderborn 2004, ISBN 978-3-506-71783-2.
- St. Augustine the Algerian (= Beihefte zum Göttinger Forum für Altertumswissenschaft, Band 12), Edition Ruprecht, Göttingen 2. Aufl. 2007, ISBN 978-3-89744-209-2
- Mithg.: Patristic tradition and intellectual paradigms in the 17th Century (= Spätmittelalter, Humanismus, Reformation. Band 52). Mohr Siebeck, Tübingen 2011, ISBN 978-3-16-150581-2.
- The Oxford guide to the historical reception of Augustine. 3 Bde., Oxford 2013, ISBN 978-0-19-929916-4.
- The Baptized Muse: Early Christian Poetry as Cultural Authority, 2017, ISBN 978-0-19-872648-7.